# I Heart Huckabees
Extrañas coincidencias (en inglés I Heart Huckabees) es una comedia filosófica germano-estadounidense de 2004 dirigida por David O. Russell. El director de Flirting with Disaster y Tres reyes dirige esta comedia de corte surrealista y existencialista que se mofa de las modas terapéuticas contemporáneas.

## Sinopsis
Albert Markovski (Schwartzman) es un joven que está al frente de un grupo ambientalista, la coalición «Espacios Abiertos». Uno de sus proyectos actuales es el intento de parar la construcción de una nueva tienda Huckabees, una tienda departamental de gran distribución similar a Walmart y Target (Mike Huckabee era el gobernador de Arkansas, el estado original de Wal-Mart, en el momento del estreno del film). Albert es el rival de Brad Stand (Law), un ejecutivo superficial de Huckabees. Brad se infiltra en Espacios Abiertos y con su carisma desplaza a Albert como el líder. Dawn Campbell (Watts) es la novia de Brad, con quien convive, y la cara y voz de Huckabees; aparece en todos los comerciales de la tienda.
Luego de ver tres veces al mismo extraño (Ger Duany), Albert se contacta con dos detectives existencialistas, Bernard y Vivian Jaffe (Hoffman y Tomlin). Le ofrecen a Albert su rama optimista de existencialismo —la llaman «interconectividad universal» (esto tiene algunos principios de filosofía romántica e incluso trascendentalista)— y lo espían con su consentimiento, para ayudarlo a resolver la coincidencia. Bernard y Vivian le presentan a Tommy Corn (Wahlberg), un bombero obsesivamente anti-petróleo. Tommy es asignado a Albert como su otro.
Tommy no se siente satisfecho con los Jaffe al sentir que no lo están ayudando. Buscando otras posibilidades termina abandonando y desacreditando a los Jaffe al presentar a Albert a Caterine Vauban (Huppert), una antigua estudiante de los Jaffe, que abraza una aparente opuesta filosofía de absurdismo/nihilismo. Ella les enseña a desconectar sus seres interiores de la vida diaria y sus problemas, para sintetizar un estado no pensante de «puro ser». Al ser sacados de sus problemas, ellos quieren seguir con ese sentimiento por siempre, pero ella les dice que es inevitable que sean absorbidos por el drama humano y que deben entender que la verdad nuclear de ese drama es la miseria y el sin sentido.
Mientras Brad continúa intentando disminuir a Albert, tanto él como Dawn conocen a Bernard y Vivian y sienten su influencia. Sin embargo a Brad le sale mal el plan cuando los detectives los investigan, causando que Dawn rechace su estado icónico y superficial de modelo de belleza y él se de cuenta de que su ascenso en la corporación no tiene significado en su vida, ya que ha vivido siempre tratando de satisfacer a los demás y no a él mismo.
Todas las historias se cruzan cuando la casa de Brad se incendia. Tommy llega para apagar el fuego que tiene atrapada a Dawn, y durante el salvataje ambos se enamoran. Mientras tanto, Brad desespera ante la destrucción de su casa, el símbolo de su éxito material. Albert obtiene una suerte de iluminación cuando sintetiza las dos miradas opuestas de los Jaffe y de Vauban y se da cuenta de la verdad cósmica de todo. Al sentir compasión por Brad (quien ahora está tan deprimido y desesperado como Albert al principio de la película), entiende que ambos no son distintos, que todo está conectado en forma inextricable, pero que esas conexiones afloran necesariamente de la dolorosa realidad, muchas veces sin sentido, de la existencia humana.

### Comentario del director
En una entrevista con el sitio web SuicideGirls, el director David O. Russell dijo en respuesta a la pregunta: «¿Cómo describes Extrañas Coincidencias?»:

Así es como se la describí a la gente que financió la película. Dustin Hoffman y Lily Tomlin son detectives existencialistas a quienes puedes contratar para investigar el significado de tu vida. Son formales, usan trajes, son entrenados en París y sus clientes incluyen a Jude Law, Naomi Watts, Jason Schwartzman y Mark Wahlberg. La némesis de los detectives es Isabelle Huppert. El humor está asegurado.

## Elenco
- Jason Schwartzman como Albert Markovski.
- Isabelle Huppert como Caterine Vauban.
- Dustin Hoffman como Bernard Jaffe.
- Lily Tomlin como Vivian Jaffe.
- Jude Law como Brad Stand.
- Naomi Watts como Dawn Campbell.
- Mark Wahlberg como Tommy Corn.

### Personajes secundarios
- Ger Duany como Stephen Nimieri.
- Isla Fisher como Heather.
- Darlene Hunt como Darlene.
- Kevin Dunn como Marty.
- Benny Hernandez como Davy.
- Richard Appel como Josh.
- Benjamin Nurick como Harrison.
- Jake Muxworthy como Tim.
- Tippi Hedren como Mary Jane Hutchinson.
- Altagracia Guzman como Sra. Echevarria
- Saïd Taghmaoui como Traductor.
- Jean Smart como Sra. Hooten
- Richard Jenkins como Sr. Hooten (sin crédito).
- Jonah Hill como Bret Hooten.
- Shania Twain como ella misma.

## Recepción
La opinión de la crítica es variada. La cinta tiene un puntaje de 62 % en Rotten Tomatoes. Algunos críticos no estuvieron contentos con el tema del existencialismo y dijeron que el guion no tenía foco, mientras otros celebraron las actuaciones (especialmente Wahlberg) y la originalidad.
A pesar de algunas críticas duras, se transformó en una película de culto desde su estreno y le ha ido bien en ventas de DVD.
En junio de 2009 la recaudación mundial ascendía a U$S20.072.172.

## Marketing
Cuatro sitios web fueron creados para la campaña publicitaria. Fueron hechos como si fueran verdaderos sitios relacionando a los personajes y organizaciones de la película. Cada uno tenía un enlace llamado «Responsable» al pie que dirigía al sitio oficial de FOX Searchlight. Fueron desactivados unos meses después del estreno y ahora cada uno lleva al sitio de FOX Searchlight.
- Corporación Huckabees:[5] El sitio "oficial" de la cadena de tiendas Huckabees. Con la historia de la tienda, anuncios, tres avisos televisivos destacando a Dawn Campbell y un cartel promocionando la colaboración de Huckabees con la Coalición Espacios Abiertos.
- Coalición Espacios Abiertos:[6] Este sitio describe la importancia de los pantanos que Albert Markovski está tratando de proteger; formas de ayudar a la causa. También contiene poesía escrita por Markovski y panfletos para descargar.
- Detectives existenciales:[7] el sitio promocionando la agencia de los Jaffe. Explica la metodología de los detectives, con dos casos de estudio y un cuestionario en línea.
- Caterine Vauban:[8] el sitio de Caterine Vauban, autora de Si ahora no. Contiene críticas y extractos del libro.

## Banda de sonido
Jon Brion proveyó la banda sonora y siete canciones originales para el film. Sus métodos únicos para componer para otras cintas (Embriagado de amor, Eternal Sunshine of the Spotless Mind) implicaron la colaboración cercana del director. Durante este proceso, David O. Russell pudo sentarse en el mismo cuarto con Brion y mirar una versión temprana del filme. Russell describió lo que quería retratar y Brion compuso la música de acuerdo a las descripciones. El proceso puede ser visto como un extra en la edición especial de DVD de la película.
Mientras David O. Russell trabajaba con Brion se cruzó con el primer álbum solista de este, Meaningless. Russell ha mencionado que dicho disco hace preguntas similares a las que él estaba tratando de hacer con Extrañas coincidencias. En particular nota que dichas preguntas están más cerca del punto de vista negativo y oscuro de Caterine Vauban.
Muchas entradas musicales fueron usadas con un Chamberlin, un instrumento de teclado de los 50 que repite sonidos instrumentales usando una cinta grabada.
Un segmento de audio del filme fue usado en la canción «This Time Last Year» de Maybeshewill en el álbum de 2009 Sing the Word Hope In Four Part Harmony.

## Tensión durante el rodaje
En marzo de 2007 dos videos se filtraron en YouTube develando grandes discusiones entre David O. Russell y Lily Tomlin. El primero es una secuencia de una escena en un auto con Tomlin, Hoffman y Huppert sentados al frente de un auto y Wahlberg y Watts en la parte trasera. A Russell no se lo escucha pero Tomlin grita con ira repetidamente en dirección al director. En un momento Tomlin intenta salir del auto; en otro, le dice a Hoffman que «cierre la maldita boca». Los otros actores en la escena se quedan casi en silencio durante todo el video, exceptuando a Hoffman, quien sugiere que sigan filmando. Esta escena nunca fue usada.
En el segundo video, una escena se filma en las oficinas de los Jaffe. Tomlin, Hoffman y Schwartzman están presentes. Russell le da direcciones a Tomlin hasta que ella le critica el estilo. El video pasa a unos momentos después cuando Russell se levanta del piso y tira lo que se encuentra en el escritorio que está detrás de Tomlin, gritándole obsenidades y saliendo intempestivamente del set, para luego volver al poco tiempo. La discusión entre los dos continúa por un corto tiempo hasta que Russell se va nuevamente.
Cuando el Miami New Times le pregunta a Tomlin durante una entrevista acerca de los videos, ella responde: «Amo a David. Había mucha presión al hacer la película; inclusive cuando salió puedes ver que era una película muy loca, de libre asociación, y David estaba bajo una tremenda presión. Y de todas maneras es un tipo de formas muy liberales».